# Colonel Rémy
Pour les articles homonymes, voir Renault (homonymie) et Rémy (homonymie).
Le colonel Rémy, de son vrai nom Gilbert Renault, né le 6 août 1904 à Vannes (Morbihan) et mort le 29 juillet 1984 à Guingamp (Côtes-du-Nord), est l'un des résistants français de la Seconde Guerre mondiale. Il organise, développe et perfectionne le réseau de renseignements, créé par Louis de La Bardonnie, qui devient la Confrérie Notre-Dame, un des plus importants réseaux de la zone occupée.
Fait Compagnon de la Libération en 1942, il est engagé aux côtés du général de Gaulle dans le Rassemblement du peuple français en 1947, mais De Gaulle rompt avec lui pour avoir appelé à la réhabilitation de Pétain. 
Il est l'auteur de nombreux livres, notamment des écrits sur la Résistance et des romans policiers qu'il adapte au cinéma.

## Biographie

### Formation et années de jeunesse
Gilbert Renault est l'aîné d'une famille de neuf enfants, dont les résistantes Maisie Renault et Madeleine Cestari et la religieuse Mère Marie Dominique, cofondatrice des Dominicaines du Saint Esprit ; son père est professeur de philosophie et d'anglais, puis inspecteur général d'une compagnie d'assurances ; sa mère est la fille du compositeur Théodore Decker.
Élève des jésuites au collège Saint-François-Xavier de Vannes, il effectue ensuite des études de droit à l'université de Rennes. Ce sympathisant de l'Action française (même s'il n'y a « jamais milité ») issu de la droite catholique et nationaliste, commence une carrière à la Banque de France en 1924.
Il participe aux émeutes du 6 février 1934 et en revient avec « les vêtements maculés de boue et un œil au beurre noir ».
En 1936, il se lance dans la production cinématographique et finance notamment le tournage de J'accuse, nouvelle version du film d'Abel Gance, un échec financier retentissant ; nombre de contacts qu'il noue au cours de cette période lui seront très utiles lors de son engagement dans la Résistance.

### Un «Français libre»
En 1940, Gilbert Renault prépare en Espagne un film sur Christophe Colomb. Il refuse l'armistice demandé le 17 juin par Pétain et cherche d'abord à s'embarquer pour l'Afrique du nord. Il réussit le 18 juin à s'embarquer à Lorient sur un chalutier pour Le Verdon, puis sur un cargo norvégien. Il parvient en Angleterre le 22 juin,.
Résistant de la première heure, il attribuera plus tard les sentiments qui le firent passer en Angleterre en juin 1940 au nationalisme et à la germanophobie issus de ses lectures du quotidien monarchiste d'extrême droite L'Action française : « Imbu d’Action française, il ne m’était pas possible de considérer la défaite de la France comme définitive ». Il est parmi les premiers à se rallier à la cause du général de Gaulle et se voit confier par le capitaine Dewavrin, futur colonel Passy, alors capitaine et chef du Bureau central de renseignements et d’action (BCRA), la création d'un réseau de renseignements sur le sol français.

Le colonel Passy l'évoque dans ses mémoires : 

« Extrêmement intelligent, Raymond (Rémy) comprenait et assimilait instantanément tout ce qu'on lui expliquait. Travaillant avec une extraordinaire célérité, il rédigeait lui-même des notes très précises et très claires sur toutes les conventions et les directives que j'avais établies en accord avec lui. Le 1er décembre 1940, Raymond nous envoyait son premier courrier. Il avait trouvé des opérateurs de radio et demandait d'urgence des postes. Ce premier envoi contenait déjà des informations importantes sur Bordeaux, Mérignac, Meucon, Lorient, Quiberon, etc..., accompagnées de cartes très précises localisant des objectifs ennemis à détruire. Le système était enclenché, il ne cessa plus dès lors de fonctionner. Je ne décrirais pas la mission de Raymond car il le fit lui-même dans les Mémoires d'un Agent Secret de la France Libre, beaucoup mieux que je ne le ferais, mais nous le retrouverons souvent dans ces souvenirs, car il fut le pilier essentiel de tout ce que je pus créer. Sir Claude Dansey dit un jour de lui (et qui pourrait trouver un plus grand connaisseur ?) qu'il était le plus extraordinaire agent secret qu'il eut jamais rencontré au cours de sa longue carrière. »

Il s'est prévalu après la guerre d'avoir fondé un puissant réseau, considéré comme l'un des plus efficaces de la France libre, à partir du néant, et d'avoir su échapper aux polices allemandes alors qu'il a mené trois missions en France occupée et que ces polices connaissaient son identité.
Le deuxième Bureau de Passy le renvoie en zone occupée via l'Espagne. Lors de sa première mission, il crée en 1940 la Confrérie Notre-Dame, qui deviendra en 1944 CND-Castille, en s'appuyant sur l'action de Louis de La Bardonnie. Il aurait envoyé son premier message en décembre 1940, contenant des informations sur le littoral Atlantique et des cartes. Initialement axé sur la couverture de la façade Atlantique, ce réseau finit par couvrir la France occupée à partir de 1941 puis la Belgique et devient l'un des plus importants de la zone occupée. Ses informations ont permis de nombreux succès militaires, comme les attaques de Bruneval et Saint-Nazaire. Il crée aussi en septembre 1940 le réseau Centurie.
Il n'hésite pas à désobéir à sa hiérarchie. Ainsi, lors de sa première mission, il s'attarde à Madrid au lieu de gagner la zone libre, s'attirant les reproches du colonel Passy. Chargé d'élaborer un état-major de la résistance en zone occupée, il promet beaucoup et de façon inconsidérée à l'Organisation civile et militaire (OCM), ce qui complique la tâche de Pierre Brossolette, qui ne l'appréciait pas et de Jean Moulin en 1943. De même, convaincu qu'il faut mobiliser toutes les forces disponibles contre l'occupant, il décide de lui-même de favoriser le ralliement des communistes à la France libre, malgré son propre anticommunisme et convoie à Londres son représentant, Fernand Grenier, en janvier 1943. Le ralliement des communistes avait en fait été décidé auparavant, en décembre 1942. Enfin, au mépris des consignes, il a fréquenté des restaurants de luxe et dépensé sans compter les subventions du BCRA.
S'il a été parfois naïf en politique, il l'a aussi été en ce qui concerne l'espionnage. Il a été ainsi manipulé durant une année par un agent du 2e bureau du régime de Vichy et lui a livré ses informations. Gilbert Renault reconnaît volontiers ne rien entendre au jeu politique, c'est le socialiste Pierre Brossolette qui le met en relation avec des groupes syndicaux et politiques. Le colonel Passy décide en 1943 d'interdire à son agent d'aller en France.
Le pseudonyme de Rémy lui est attribué en juillet 1941, remplaçant celui de Raymond. Il est promu à Londres au grade de lieutenant-colonel à titre temporaire, sous le pseudonyme de Georges Roulier lorsqu'il intègre à la toute fin de l'année 1943 le comité s'occupant du plan Sussex prévoyant à la demande des Américains l'envoi d'équipes d'agents volontaires dans le Nord de la France afin de fournir des informations sur l'armée allemande, dans la perspective du futur débarquement. C'est a posteriori que Rémy se fera appeler « colonel Rémy ».
Il est fait Compagnon de la Libération par décret du 13 mars 1942.
Il publie dès 1945 Mémoires d'un agent secret de la France libre (éditions Aux trois couleurs), un récit qui consigne des épisodes de sa vie entre juin 1940 et juin 1942 et pour lequel il reçoit en 1946 le prix Victoire, présidé par Fernand Gregh,,.

### L'après-guerre

#### Du gaullisme au gaullo-pétainisme
Rémy fait partie de la petite équipe fondatrice du parti du général de Gaulle créé en 1947, le Rassemblement du peuple français (RPF). Il co-signe ses statuts, est membre à sa fondation de son comité exécutif, rebaptisé comité de direction en juin 1949. Il est chargé des voyages et des manifestations et s'occupe de la fondation du service d'ordre du parti et de son organisation de jeunesse (Rassemblement de la Jeunesse française/RJF), d'abord officieusement puis officiellement en tant que délégué général à la jeunesse en juillet 1948. Il est aussi l'un des orateurs du RPF et il a mobilisé ses anciens compagnons pour les convaincre d'entrer dans le combat politique,,. Contrairement au général de Gaulle, il rêve d'en découdre pour l'amener au pouvoir.
Progressivement, il se rapproche de personnalités hostiles au « résistantialisme » comme le chanoine Jean-Marie Desgranges et figure au comité de patronage du Comité français pour la défense des droits de l'homme, la réparation et l'amnistie, qui vient en aide aux collaborateurs épurés, aux côtés d'autres résistants mais aussi de l'avocat de Pétain, Jacques Isorni,. Il prend ensuite parti pour Charles Maurras, toujours emprisonné, notamment en décembre 1949 lors d'une réunion organisée par Aspects de la France avec Henri Massis, Pierre Boutang, Gabriel Marcel, Daniel Halévy, malgré les avertissements de ses amis gaullistes et du général de Gaulle lui-même. Mais influencé par des hommes comme l'amiral Gabriel Auphan ou le banquier royaliste Marcel Wiriath, il en vient au contraire à « comprendre » et légitimer l'action des pétainistes et de Pétain. Lors du meeting de décembre 1949, il affirme ainsi sa « conviction récemment acquise de la droiture des intentions du maréchal Pétain et de ceux qui l’avaient suivi dans le même esprit, les associant aux combattants de la France libre dans un même amour de la patrie,,,,,. »

Que ce soit lors d'’une réunion en mars 1950, organisée par le chanoine Desgranges dans le cadre de la Fraternité de Notre-Dame-de-la-Merci, ou dans des articles donnés à Paris-Match et Aspects de la France en avril, en passant par celui — retentissant, — rédigé pour l'hebdomadaire Carrefour de son ami Émilien Amaury, Rémy épouse désormais les thèses des pétainistes. C'est ainsi qu'il a fait paraître dans Carrefour, le 11 avril 1950, le fameux article intitulé « La justice et l'opprobre », prônant la réhabilitation du maréchal Pétain, où il fait état d’une confidence du général de Gaulle : 

« C’est ce que le général de Gaulle a voulu exprimer quand, un certain soir où je lui parlais du maréchal Pétain avec amertume, il m’a répondu : “Souvenez-vous qu’il faut que la France ait toujours deux cordes à son arc. En juin 1940, il lui fallait la corde Pétain aussi bien que la corde de Gaulle.” »

Ce que Rémy commente ainsi : « Il est aujourd’hui évident pour tout homme qui ne se laisse pas dominer par la passion ou par la rancune […] que la France de juin 1940 avait à la fois besoin du maréchal Pétain et du général de Gaulle. (…) Il fallait à cette France provisoirement écrasée […] un bouclier en même temps qu’une épée. » Cet article dédouane aussi « tous les Français qui, de bonne foi et bon cœur, avaient suivi sa politique. […] Leur objectif final était le même que le nôtre : il s’appelait la libération de la France » et critique « les séparatistes, […] ces agents de l’étranger [les communistes] qui veulent empêcher les Français de réaliser l’union indispensable. »
C'est la théorie des « deux cordes », ou du « bouclier » (Pétain) et de « l'épée » (de Gaulle) ; une thèse qui fait scandale et que dénoncent les anciens résistants du Comité d'action de la Résistance. Elle fait d'autant plus scandale qu'il en attribue la paternité au général de Gaulle lui-même. Dans une lettre adressée au quotidien Le Figaro, il fait acte de contrition : « Je tiens à exprimer mes profondes excuses au vainqueur de Verdun comme à tous ceux qui lui sont demeurés fidèles » pour les mots blessants qu'il a pu employer à leur égard auparavant.
Désavoué par de Gaulle, critiqué par André Malraux et Jacques Soustelle, il démissionne du RPF et est exclu de l'Association des Français libres, qu'il a un temps poursuivie en diffamation avant de retirer sa plainte,,,.
Après la mort de Pétain en 1951, il adhère à l'Association pour défendre la mémoire du maréchal Pétain (ADMP), est membre de son comité d'honneur, et s'associe à ses prises de position en faveur de Pétain jusqu'à sa mort,,,. En octobre 1951, il assiste à une messe anniversaire en l'honneur de Pétain présidée par le cardinal Maurice Feltin, l'archevêque de Paris ; Rémy lui a exprimé son appui public dans Le Figaro. En 1952, il signe un appel demandant au gouvernement d'élargir le projet d'amnistie et participe à une réunion de la Fraternité Notre-Dame-de-la-Merci en la basilique Notre-Dame des Victoires, aux côtés de Xavier Vallat et du nonce apostolique, le futur pape Jean XXIII.
Rémy va répéter souvent ses affirmations, lors de réunions de l'ADMP, dans ses ouvrages comme Dans l’ombre du maréchal, consacré à sa « prise de conscience » des mérites de Pétain et à son action en faveur de sa mémoire, avec une nouvelle fois un chapitre portant sur les confidences du général de Gaulle, « un soir d’hiver de l’année 1947 ». Ou encore dans des périodiques, comme en 1959 dans le quotidien Paris-presse-L'Intransigeant ou, dans les années 1960, Rivarol ou bien le mensuel « national-catholique» Le Monde et la vie, qui mène campagne depuis fin 1963 pour rouvrir le procès de Pétain devant l'opinion. Dans un numéro spécial tout à la gloire du maréchal (intitulé « Pétain vingt ans après serait acquitté »), Rémy rappelle une fois encore les confidences du général de Gaulle et appelle à nouveau à la translation des cendres du maréchal à Verdun dans ce même magazine, le 1er janvier 1969.
C’est que ses confidences sont devenues « son obsessionnelle et sempiternelle mise au point », selon l’expression de Jean-François Revel. Ce dernier, qui l’a fréquenté de la fin des années 1970 à sa mort en 1984, a donné un portrait à la fois amusé et tendre du colonel Rémy. L’homme, « aussi impossible à interrompre qu’incapable de condenser », « revivait perpétuellement [cet épisode] comme un événement présent ou datant de la veille, et le relatait sans se lasser, […] pour se laver des accusations de mythomanie ou de falsification que les gardiens de la foi gaulliste avaient portées et continuaient à porter contre lui ». Soulignant son « piètre sens politique », Revel raconte que le colonel « avait conçu très tôt cette illusion sentimentale dont il me bassinait d’une façon touchante pendant les dernières années de sa vie » : « Il n’était selon lui point de collaborateur félon, point de traître criminel à l’activité desquels il ne découvrît dans quelque recoin une secrète dimension anti-allemande. Il avait les larmes aux yeux quand il plaidait pour cette unanimité nationale. » En 1972, Rémy s'associe à ceux qui demandent une grâce présidentielle pour Paul Touvier et s'en explique dans Carrefour ; il est convaincu que ce dernier ne s'est « livré à aucun des excès que [Rémy] a publiquement réprouvés », même s'il aurait souhaité « que (Touvier) ait eu le courage d'affronter ses juges ».
Rémy donne dès 1950 des articles à Aspects de la France, contre la Communauté européenne de défense notamment, puis suit Pierre Boutang à La Nation française, autre hebdomadaire royaliste fondé en 1955. On le trouve à plusieurs banquets de la Nation française et il préside le Comité pour l’aide mensuelle de la Nation française.

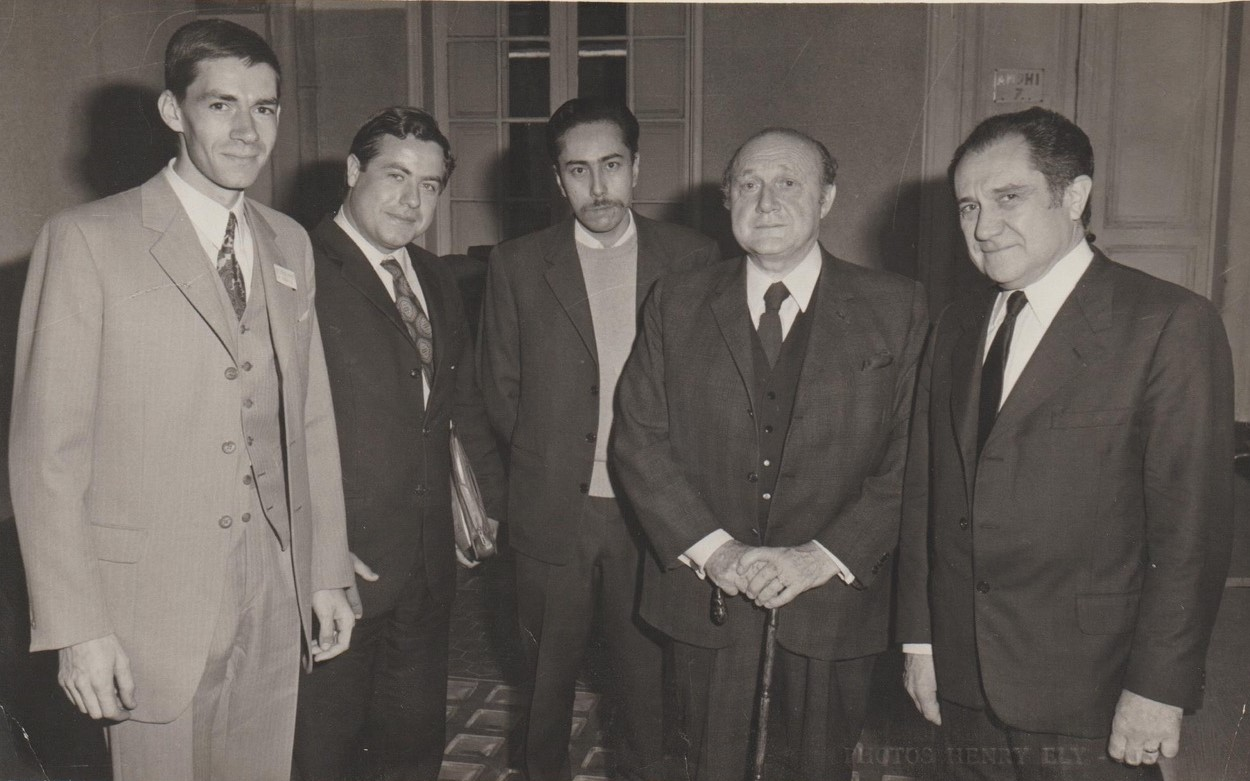
Troisième colloque Maurras les 4, 5, 6 avril 1972 à Aix-en-Provence. De gauche à droite : Albert Giraud et un de ses amis, Victor Nguyen, le colonel Rémy et Jacques Maurras.

En 1972, il ouvre le troisième colloque Maurras, rend hommage à ce dernier et légitime l'attitude du « maître du nationalisme intégral » durant l'Occupation : « Son rayonnement était tel que les Français, dans le malheur qui les accablait, avaient bien besoin de lui. » Et il en profite pour une nouvelle fois exprimer ses excuses à l'égard de Pétain et rappeler sa thèse des « deux cordes ».
Rémy s'installe au Portugal de Salazar en 1954,. Il revient en France en 1956, tente de se mettre à la disposition de de Gaulle, qui ne répond pas à ses attentes. Il fait savoir qu'il se porte volontaire pour servir militairement en Algérie alors qu'il est capitaine de réserve rayé des cadres, car il juge la France « en péril de mort » et affirme agir « dans le même esprit que celui qui [l'a] conduit à rejoindre le général de Gaulle » en 1940,.

#### Passage au Centre d'études politiques et civiques
Rémy milite dans plusieurs associations ; il devient à la fin de l'année 1956 le délégué général du Centre d'études politiques et civiques (CEPEC), fondé deux ans plus tôt. C’est Louis Salleron, cofondateur et vice-président de cette association, qui l’a convaincu de rejoindre le CEPEC, lorsqu’il l’a rencontré à Lisbonne, en octobre, où il était en voyages d’études. Il est présenté pour la première fois au dîner-débat du 14 novembre 1956. Rémy a mis une condition à son entrée au CEPEC, « l’agrément total » du général Weygand (président d’honneur du CEPEC), qu’il connaît depuis 1950. C’est pourquoi Alfred Pose, président du CEPEC, et Georges Laederich, son principal fondateur, demandèrent audience au général, qui accepta sans hésitation l’entrée de Rémy, qu’il admire. Une réunion du comité directeur eut lieu ensuite, avec Weygand et Rémy, qui fut l'occasion d'« un dialogue que chacun écouta avec intérêt et émotion » entre le général et le colonel. Rémy connaît aussi Yvon Chotard, entré au comité directeur du CEPEC en 1955, son « éditeur et ami ».
Son arrivée au CEPEC s’explique par la volonté de ses dirigeants d’étendre « le développement en province » : « l’action du CEPEC devra se traduire par la création de sections dans toutes les principales villes de province. »
Rémy se met alors à arpenter la province pour tenter d'y fonder des groupements locaux du CEPEC à la fin de l'année 1956 et durant l'année 1957. Toutefois, ses convictions tranchées ont provoqué des tensions, du fait de ses idées royalistes et au sujet de la question européenne notamment, car il reste méfiant à l'égard des Allemands et ne veut rien céder sur la souveraineté nationale. Il s'est ainsi heurté à Jacques Jalalbert, professeur de philosophie à la faculté des lettres de Grenoble , président du CEPEC du Sud-Est lors d'une conférence à Grenoble.
Les dirigeants du CEPEC préconisent alors « la prudence, la modération et la raison ». Devant l'intransigeance de Rémy, sa tentation activiste et le coût financier de ses tournées de conférences, les principaux dirigeants du CEPEC se divisent ; Laederich et Salleron veulent le voir rester au CEPEC tandis que Pose, Chotard et Marcel Demonque désirent son éviction. Laederich discute avec Weygand en juillet et août 1957 pour tenter de trouver une solution discrète. Cédant aux pressions, Rémy quitte sa fonction de délégué général en novembre 1957 mais reste membre du comité directeur, avec le titre de vice-président.
Il est aussi membre du comité de l'Alliance Jeanne d'Arc du général Maxime Weygand.
Il retourne un temps au Portugal, où il demeure à Cascais.

#### La guerre d'Algérie et ses conséquences
Rémy prend parti pour l'Algérie française, signe ainsi en octobre 1960 le manifeste des intellectuels français pour la résistance à l'abandon qui condamne le Manifeste des 121 et déclare dans le quotidien Combat vouer les signataires de celui-ci à son « mépris ». Dans le même temps, il publie un appel dans La Nation française pour déclarer sa confiance dans le général de Gaulle et l'exhorter à refuser l'indépendance de l'Algérie : 

« Il me paraît inconcevable que le général de Gaulle puisse penser ou agir en contradiction avec l'intérêt national. Par conséquent, quelles que soient nos appréhensions, et même nos angoisses, j'estime que le devoir est d'obéir pour protéger l'unité de la patrie, pour éviter la guerre civile, et pour faire front aux extrêmes périls qui nous menacent à l'extérieur de nos frontières. Cela ne saurait en aucune manière nous empêcher d'affirmer que le destin de l'Algérie est indiscutablement lié à celui de la France, et de faire en sorte que notre voix soit entendue comme il convient par celui qui est et qui doit rester le chef de l'État. »

Il dira ensuite sa « déception profonde » à l'égard de l'ancien chef de la France libre et dit « non » au référendum sur les accords d'Évian. Après les accords d'Évian de 1962, il cosigne avec Laederich et Salleron un courrier du CEPEC adressé aux parlementaires qui « les (prie) de proposer que soit réservé au moins la possibilité d’un choix aux harkis. »
Il accepte de parrainer le Centre d'études nationales en 1962, qui entend « enseigner l'œuvre des maîtres du nationalisme français et de l'ordre chrétien,. »
Après la guerre d'Algérie, il mène une campagne en faveur de l'amnistie, organisant notamment un pèlerinage à Chartres le 29 septembre 1963 « pour la réconciliation des Français », pour la « paix des esprits et des cœurs dans la vérité de la justice et la compréhension mutuelle. » Rémy exerce la fonction de secrétaire du comité d’action présidé par le général Jean Touzet du Vigier et dont Mme Charles Péguy est présidente d'honneur. Jean Rodhain en célèbre la grand-messe. Ce pèlerinage rassemble environ 20 000 personnes, qui défilent dans la ville, en trois colonnes, chacune conduite par une épouse d'un maréchal (Juin, Leclerc, de Lattre de Tassigny). Y participent également le maréchal Alphonse Juin, le Bachaga Boualem, le colonel Thomazo, Jacques Isorni, le maire de Chartres, le sénateur d'Eure-et-Loir Guy de La Vasselais,,,,,,,,.

Rémy déclare : 

« Bien que j'aie affirmé avec force, dès le mois de juin dernier, dans la crypte de l'église de la Trinité, que nous entendions nous placer sous le signe exclusif de la prière, le bruit court que ce pèlerinage est une opération politique dirigée dans l'un ou l'autre sens, et certains veulent y voir une manière indirecte de servir le gouvernement. L'imputation qui nous est faite par ailleurs de tenter une démonstration contre le régime me laisse indifférent, eu égard à sa provenance : on me permettra de rappeler que j'ai servi de mon mieux le général de Gaulle en un temps où l'on ne pouvait espérer rien de mieux que des coups. Nous irons à Chartres pour prier et rien d'autre. »

Il est aussi membre de l’UFA (Union française pour l’amnistie) qui œuvre en faveur des condamnés de l’Organisation de l'armée secrète. Rémy écrit une brochure, La Grande Prière de Chartres, publiée par les éditions France-Empire de son ami Yvon Chotard et vendue au bénéfice exclusif du SPES (Secours populaire aux familles des personnes épurées ou sanctionnées, devenu le Secours populaire par l’entraide et la solidarité en juillet 1961) : les droits d’auteur doivent permettre de « soulager davantage encore les détresses des prisonniers politiques et de leurs familles. » Il tient aussi des conférences pour le bénéfice du SPES en 1963-64 et publie des articles dans les colonnes de Carrefour ; il dénonce dans le numéro du 27 mai 1964 une décision du ministre de la Justice prise contre les prisonniers de Tulle (restriction du temps de visite et interdiction de pouvoir embrasser leurs familles au parloir) « qui semble inspirée par les méthodes dont l’ennemi usait à notre encontre pendant l’occupation ». Il appelle aussi à l'amnistie la même année dans un périodique d'extrême droite, antigaulliste, Rivarol .

#### Anticommunisme et catholicisme militant
Rémy prend parti aussi contre le communisme soviétique. Il figure ainsi en 1966 au comité de patronage du Comité franco-hongrois pour la célébration des dix ans de l'insurrection de Budapest, aux côtés notamment de Georges Laederich, président du CEPEC, du général Lionel-Max Chassin, de la militante anticommuniste Suzanne Labin, d'André François-Poncet, de Louis Rougier, etc..
Ce catholique convaincu publie plusieurs ouvrages sur ses convictions politiques et religieuses. Son livre Pourpre des martyrs (1953) est une dénonciation de la persécution subie par l'Église catholique en Chine maoïste depuis 1949. Catéchisme de la patrie (1961) est une affirmation de son patriotisme viscéral et de sa foi dans la France chrétienne. 
Il accompagne certaines des initiatives prises par des catholiques conservateurs et traditionalistes, dans le contexte de la crise de l'Église et du catholicisme des années 1960 et 1970. Lors des polémiques qui opposent la Cité Catholique de Jean Ousset à ses détracteurs au début des années 1960, Rémy, ainsi que Henri Massis, Gustave Thibon, Michel de Saint Pierre, le maréchal Alphonse Juin, Gilbert Tournier et d'autres signent une déclaration collective en sa faveur en 1962.
Il signe en 1971 un manifeste contre la proposition de loi de Claude Peyret qui entend assouplir la législation sur l'avortement. Il entre au conseil d'administration de l'association Una Voce d'Henri Sauguet, qui défend le latin et le chant grégorien dans la célébration de la messe.
Lors de l'élection présidentielle française de 1974, il prend parti dans Carrefour pour la candidature de Jean Royer, « dont le passé politique, allié à la rectitude de la vie privée, garantit qu'il n'acceptera jamais de faire plier ses principes sous la pression d'un parti ou de la mode du moment et qu'il refusera toujours d'admettre que ce que l'on appelle encore chez nous par lassitude "l'État", alors qu'il ne s'agit plus que de conjuration d'intérêts, dispose du droit de façonner à son profit une morale distincte de ce qui définit l'honnêteté dans tous les actes de l'existence. »
Il fait partie à sa fondation en 1975 du comité de patronage de l'association Credo de Michel de Saint Pierre. Il signe en août 1976, comme Louis Salleron, Michel de Saint Pierre, Jean Dutourd, Michel Droit, Henri Sauguet ou Gustave Thibon, une lettre adressée au pape Paul VI au sujet des sanctions prises contre Marcel Lefebvre, dans laquelle il est dit que « les fidèles ne reconnaissent plus leur religion dans certaine liturgie et certaine pastorale nouvelles » et « dans le catéchisme qu'on enseigne maintenant à nos enfants, dans le mépris de la morale élémentaire, dans les hérésies professées par des théologiens écoutés, dans la politisation de l’Évangile. »
Toutefois, il signe un appel dénonçant l'interdiction du film de Jacques Rivette La Religieuse en 1966 ; il en serait même le premier signataire, selon son initiateur, le producteur du film, Georges de Beauregard, qui par ailleurs entend produire un film écrit par Rémy, Le Mur de l'Atlantique,,.

### L'écrivain
Gilbert Renault rédige maints ouvrages sur ses activités dans la Résistance. Sous le nom de Rémy (un de ses pseudonymes dans la clandestinité), il publie notamment ses Mémoires d'un agent secret de la France libre, publiées par différentes maisons d'édition à partir de 1945, et la série de récits intitulés La Ligne de démarcation, qui met en valeur les passeurs, à partir de 1964. Ces ouvrages sont des témoignages sur la Résistance française. La Ligne de démarcation est adapté au cinéma par Claude Chabrol en 1966 et à la télévision par Jacques Ertaud en 1973. Ses récits se combinent parfois avec la volonté de montrer la résistance de Vichy (On m'appelait Rémy, 1951). Il écrit également des témoignages sur les personnalités rencontrées au cours de sa vie : Dix ans avec de Gaulle (1971), Dans l'ombre du maréchal (1971), Mes grands hommes et quelques autres (1982).
Il se lance aussi dans le roman avec la trilogie du Monocle : Le Monocle noir (1960), roman policier qui remporte le prix du Quai des Orfèvres, L'œil du monocle (1962) et Le monocle passe et gagne (1962), romans d'espionnage, centrés sur le personnage du commandant Dromart, alias le Monocle, agent secret, ancien combattant d'Indochine. Le premier est adapté au cinéma par Georges Lautner en 1961 (Le Monocle noir). Rémy est coscénariste des adaptations cinématographiques des deux autres, également tournées par Lautner, sous les titres L'Œil du Monocle (1962) et Le Monocle rit jaune (1964). Le personnage inventé par Rémy est incarné par Paul Meurisse.

## Publications
- 1946-1950 : Mémoires d'un agent secret de la France libre, éditions Raoul Solar (1re éd.)
  - 1 - Rémy, Mémoires d'un agent secret de la France libre (juin 1940 - juin 1942), 1947
  - 2 - Rémy (préf. Joseph Kessel), Le Livre du courage et de la peur (juin 1942 - novembre 1943), t. 1, 1946, 218 p.
  - 3 - Rémy, Le Livre du courage et de la peur (juin 1942 - novembre 1943), t. 2, 1946, 169 p.
  - 4 - Rémy, Comment meurt un réseau (novembre 1943 - août 1944), 1947, 196 p.
  - 5 - Rémy, Une affaire de trahison (novembre 1943 - février 1944), 1947, 384 p. Avec un poème de Jean Cayrol
  - 6 - Rémy, Les Mains jointes (1944), 1948, 280 p.
  - 7 - Rémy, Mais le temple est bâti (1944 - 1945), 1950, 250 p.
- Réorganisé dans les éditions postérieures, éd. France-Empire et éd. Succès du livre
  - Colonel Rémy, Mémoires d'un agent secret de la France libre, vol. 1 : Le refus, Éditions France-Empire, 1998, 564 p., relié ou broché (ISBN 978-2-7382-1667-0 et 978-2-7048-0827-4)
  - Colonel Rémy, Mémoires d'un agent secret de la France libre, vol. 2 : Les Soldats du silence, Éditions France-Empire, 2003, 606 p., relié ou broché (ISBN 978-2-7382-1668-7 et 978-2-7048-0854-0)
  - Colonel Rémy, Mémoires d'un agent secret de la France libre, vol. 3 : La Délivrance, Éditions France-Empire, 1998, 474 p., relié ou broché (ISBN 978-2-7382-1669-4 et 978-2-7048-0857-1)
- 1947 : De Gaulle cet inconnu, Raoul Solar
- 1948 : La Nuit des oliviers, Raoul Solar
- 1949 : Le Monument, Fayard
- 1949 : Nous sommes ainsi faits, Chavane
- 1950 : La Justice et l'Opprobre, suivi d'une note sur l'intolérance, Éditions du Rocher[93]
- 1951 : On m'appelait Rémy, Plon
- 1952 : Réseaux d'ombre, Éditions France-Empire
- 1952 : Le Messie, Éditions du Rocher
- 1953 : Profil d'un espion, Plon
- 1953 : Pourpre des martyrs, Fayard
- 1953 : Un architecte de Dieu, le père François Pallu, Fayard
- 1953 : Œuvres libres, Fayard
- 1954 : Leur calvaire, Fayard
- 1954 : Passeurs clandestins, Fayard
- 1954 : L'Opération "Jéricho", Éditions France-Empire
- 1955 : Goa, Rome de l'Orient, Éditions France-Empire
- 1956 : Les Caravelles du Christ, Plon
- 1956 : Les Mains revêtues de lumière, Plon
- 1957 : Fatima, espérance du Monde, Plon
- 1957 : Portugal, Hachette
- 1959 : Dix marches vers l'Espoir, Presses de la Cité
- 1960 : De sang et de chair, Le livre contemporain
- 1960 : Le Monocle noir, Hachette — Prix du Quai des Orfèvres 1960[94]
- 1961 : Le Joueur de flûte, Presses de la Cité
- 1961 : Catéchisme de la patrie, Éditions France-Empire
- 1961 : J.A. épisodes de la vie d'un agent du S.R. et du contre-espionnage français, Galic[95]
- 1962 : Le monocle passe et gagne, Hachette
- 1962 : Les Balcons de Tulle, Librairie académique Perrin
- 1963 : La Grande Prière de Chartres, dimanche 29 septembre 1963. Histoire du pèlerinage national pour la réconciliation dans la justice et la compréhension mutuelle, France-Empire
- 1963 : La Dernière Carte, Presses de la cité
- 1963 : Comment devenir agent secret, Albin Michel
- 1964 : Compagnons de l'Honneur, France-Empire, Paris
- 1964-1976 : La Ligne de démarcation, Librairie académique Perrin (22 volumes)
- 1967 : Réseau Comète, Librairie académique Perrin
- 1968 : Bruneval, Opération coup de croc, France-Empire
- 1968 : Le Déjeuner de la croix de Vernuche, Librairie académique Perrin
- 1968 : La Maison d'Alphonse, Perrin
- 1969 : Autour de la plage Bonaparte, suite de «la Maison d'Alphonse, Perrin
- 1969 : Le Pianiste, Éditions France-Empire
- 1969 : Et l'Angleterre sera détruite, Éditions France-Empire et éditions J'ai lu coll. « Leur aventure »
- 1971 : Dans l'ombre du maréchal, Presses de la cité
- 1971 : Dix ans avec de Gaulle, 1940-1950, Éditions France-Empire, Paris
- 1972 : Avec l'oflag VIII F, Presses de la Cité
- 1973 : Le Schloss ou l'évadé malgré lui, Éditions France-Empire
- 1974 : Avec les Ch'timis : en souvenir du réseau Sylvestre Farmer, ex W.O., Éditions France-Empire
- 1974 : Mission Marathon, Librairie académique Perrin
- 1974 : Trente ans après - 6 juin 1944 / 6 juin 1974, Librairie Académique Perrin
- 1974-1975 : Les Français dans la Résistance, Famot. 2 volumes par région : En Lorraine ; En Provence ; En Bretagne ; À Paris et dans la Région Parisienne ; En Aquitaine ; En Auvergne, Limousin, Berry ; En Champagne et dans les Ardennes ; En Languedoc Roussillon ; En Alsace et Vosges ; Dans le Nord ; Dans le Lyonnais ; En Normandie ; En Dauphiné Savoie ; En Corse ; En Anjou, Touraine et Orléanais ; En Bourgogne Franche-Comté.
- 1975 : Missions secrètes, Famot ; 1976, Idégraf
- 1975 : Morhange : les chasseurs de traîtres, Flammarion
- 1975-1976 : Une épopée de la Résistance : en France, en Belgique et au Grand Duché du Luxembourg, Grange Batelière, Paris
- 1976 : Le 18e jour : la tragédie de Léopold III, Roi des Belges, Éditions France-Empire
- 1976 : Combats dans l'ombre, Idégraf
- 1978 : Rognes et grognes du Général - 1940-1944, Versoix
- 1979 : Histoire du débarquement, Vernoy
- 1979 : Secrets et réussites de l'espionnage français, Famot
- 1979 : La Résistance a commencé le 3 septembre 1939, Plon
- 1979-1983 : Chronique d'une guerre perdue, Éditions France-Empire
  - Tome 1, L'Entre-Deux-Guerres
  - Tome 2, Le 10 mai 1940
  - Tome 3, Sedan
  - Tome 4, De la Norvège aux Flandres
  - Tome 5, La Bataille de France
  - Tome 6, Fors l'Honneur
- 1981 : De sang et de chair, Édito-service.
- 1981 : Combattre jusqu'au bout, Plon
- 1981 : La Résistance en France 1940-1945, Collet
- 1982 : Mes grands hommes et quelques autres, Grasset
- 1984 : La Résistance à vingt ans, Ouest France
- 1984 : La Seconde Guerre mondiale : la Résistance, Éd. Christophe Colomb
- 1986 : La Résistance, Hatier

## Au cinéma et à la télévision

### Cinéma (scénariste)
- 1961 : Le Monocle noir de Georges Lautner
- 1962 : L'Œil du Monocle de Georges Lautner
- 1964 : Le Monocle rit jaune de Georges Lautner
- 1966 : La Ligne de démarcation de Claude Chabrol
- 1970 : Le Mur de l'Atlantique de Marcel Camus

### Télévision (scénariste)
- 1973 : La Ligne de démarcation de Jacques Ertaud

### Télévision (personnage)
- 1973 : La Ligne de démarcation de Jacques Ertaud. Rémy y joue son propre rôle dans le dernier épisode précisément intitulé Rémy.
- 2006 : Le Grand Charles de Bernard Stora, joué par Sam Spiegel sur France 2
- 2008 : La Résistance, joué par Stéphan Wojtowicz

## Décorations
- Commandeur de la Légion d'honneur
- Compagnon de la Libération par décret du 13 mars 1942[12]
- Croix de guerre 1939–1945
- Médaille de la Résistance française avec rosette par décret du 24 avril 1946[96]
- Ordre de l'Empire britannique à titre militaire (Officier) (Royaume-Uni)
- Ordre du Service distingué (Royaume-Uni)
- Officier de la Légion du Mérite (États-Unis)
- Officier de l'ordre de la Couronne (Belgique)
- Croix de guerre (Belgique)
- Commandeur de l'ordre de Mérite du grand-duché de Luxembourg